# Teloloapan (kommun)
Teloloapan är en kommun i Mexiko.   Den ligger i delstaten Guerrero, i den södra delen av landet, 150 km sydväst om huvudstaden Mexico City. Antalet invånare är 51 659. Arean är 1 116 kvadratkilometer.
Terrängen i Teloloapan är bergig norrut, men söderut är den kuperad.
Följande samhällen finns i Teloloapan:
- Teloloapan
- Colonia el Pedregal
- Acatempan
- Cerro Alto
- Chapa
- Tetzilacatlán
- Tlanipatlán
- Colonia Ernesto Che Guevara
- Plan del Sabino
- Cacahuatlán
- Zopiloal
- La Magdalena
- Tierra Blanca
- Zacatlán de Guerrero
- Huerta Grande Norte
- Tlalpexco
- Rincón del Sauce
- Alcholoa
- Los Pericones
- San Antonio Acachautla
- La Concepción Pura
- Zacatlancillo
- Puerto de las Flores
- Los Limones
- Pezuapilla y Naranjo
- San Antonio Guerrero
- El Tanque
- Tenancingo
- El Ahuacatito
- Mextitlán
- Tenantitlán
- La Guadalupe
- El Pochote